# Ferrocarril Decauville Molino Bancalari
| Bancalari-Mühle, 1887 Schmalspurbahn auf dem Damm am Rio Lujan |                     |                                                                  |                                                                  |
| Ursprünglicher Streckenverlauf auf einer modernen Karte |                     |                                                                  |                                                                  |
| Streckenlänge: | 5,4 km              |                                                                  |                                                                  |
| Spurweite: | 600 mm (Schmalspur) |                                                                  |                                                                  |
| |                     |                                                                  |                                                                  |
| \| \| \| Tomas Santa Coloma Tranvia Rural de la Provincia de Buenos Aires \| \| \| \| Tomas Santa Coloma \| \| \| \| Manzanares \| \| \| \| Arroyo Las Flores \| \| \| \| Rio Lujan \| \| \| \| Bancalari-Mühle \| |                     |                                                                  |                                                                  |
| Haltepunkt / Haltestelle quer (Strecke außer Betrieb) |                     | Tomas Santa Coloma Tranvia Rural de la Provincia de Buenos Aires | Tomas Santa Coloma Tranvia Rural de la Provincia de Buenos Aires |
| Kopfbahnhof Streckenanfang (Strecke außer Betrieb) |                     | Tomas Santa Coloma                                               | Tomas Santa Coloma                                               |
| Strecke (außer Betrieb) |                     | Manzanares                                                       | Manzanares                                                       |
| Brücke über Wasserlauf (Strecke außer Betrieb) |                     | Arroyo Las Flores                                                | Arroyo Las Flores                                                |
| Brücke über Wasserlauf (Strecke außer Betrieb) |                     | Rio Lujan                                                        | Rio Lujan                                                        |
| Kopfbahnhof Streckenende (Strecke außer Betrieb) |                     | Bancalari-Mühle                                                  | Bancalari-Mühle                                                  |

Die Ferrocarril Decauville Molino Bancalari war eine um 1889 in Betrieb genommene, 5,4 km lange, von Zugtieren gezogene Decauville-Bahn in Manzanares in der argentinischen Provinz Buenos Aires.

## Vorgeschichte
Die 5 Meter langen Gleisjoche mit Vignolschienen auf Stahlschwellen sowie die Feldbahn-Loren wurden wohl von Decauville aus Frankreich importiert, um einen parallel zum Fluss verlaufenden Hochwasserschutzdamm aufzuschütten. Dabei wurde das fliegende Gleis, von dem noch ein Bild aus dem Jahr 1887 erhalten ist, auf dem Damm immer wieder verlängert und dann abschnittsweise wieder abgebaut, bis der Damm fertiggestellt worden war.

## Geschichte
Die Familie des italienischen Einwanderers Miguel Bancalari betrieb ab dem 28. Februar 1874 eine Getreide-Mühle der am Fluss Lujan in der Nähe der Stadt Pilar. Sie verlegte die Decauville-Bahn nach der Eröffnung der Tranvia Rural de la Provincia de Buenos Aires, deren ehemalige Trasse in Satellitenfotos noch erkennbar ist. 
Als die Ferrocarril Buenos Aires al Pacifico errichtet wurde, hätte diese die bereits bestehende Decauville-Bahn auf einem aufwendigen Brückenbauwerk überqueren müssen. Daher wurde von ihr der Bahnhof Manzanares eingerichtet und am 24. Mai 1889 eröffnet, an dessen Südseite die verkürzte Decauville-Bahn daraufhin endete.
Nachdem die Mühle geschlossen wurde, wurde die Bahn weiterhin betrieben, um Milchkannen von den nahe gelegenen Milchviehbetrieben nach Manzanares zu bringen.
Ähnliche Decauville-Bahnen wurden auch beim Bau der Basilika von Luján verwendet, um die Ziegelsteine aus dem heutigen Stadtteil San Bernardo in die Werkstatt Descanso del Peregrino (Pilgerruhe) zu bringen. Später wurden sie beim Bau weiterer historischer Gebäude am Flussufer eingesetzt sowie als Ausflugsbahnen eingesetzt.

## Streckenverlauf
Die Strecke führte vom Bahnhof Tomas Santa Coloma an der Tranvia Rural de la Provincia de Buenos Aires der Gebrüder Lacroze auf dem heutigen Rio-Hondo-Weg und dem El-Trebol-Weg in südöstlicher Richtung durch Manzanares. Im Bereich des Flusses Lujan, verlief die Strecke über einen hohen und schmalen Damm und überquerte mehrere Wasserläufe, insbesondere über einer Stahlbrücke den Bach Las Flores. Schließlich überquerte sie den Fluss Lujan auf einem aus Backsteinen gemauerten Damm und endete an der Bancalari-Mühle.